# Pterolophia aurivillii
Pterolophia aurivillii är en skalbaggsart som beskrevs av Stefan von Breuning 1961.
Pterolophia aurivillii ingår i släktet Pterolophia, och familjen långhorningar. Artens utbredningsområde är Filippinerna. Inga underarter finns listade i Catalogue of Life.